# ضربه محکم ۳: لیگ نوجوانان
ضربه محکم ۳: لیگ نوجوانان (به انگلیسی: Slap Shot 3: The Junior League) یک فیلم ویدئویی ورزشی آمریکایی به کارگردانی ریچارد مارتین با بازی گریستون هولت و لیندا بوید محصول سال ۲۰۰۸ است. این یک نسخه ابتدایی از رئیسان چارلستاون است که با یک مربی جدید و برادران هانسون در حال تلاش برای رسیدن به شهرت هستند. این دنباله مستقیم فیلم ضربه محکم ۲: یخ‌شکن محصول سال ۲۰۰۲ است.